# Lars Leijonborg
Lars Leijonborg é um ex-político sueco, do Partido Popular - Os Liberais. 
Nasceu em 1949, em Täby, na Suécia.
Foi líder do Partido Popular - Os Liberais entre 1997 e 2007. 
Foi deputado do Parlamento da Suécia  - o Riksdagen , de 1985 a 2009.
Foi Ministro da Educação em 2006-2007.